# Iván Rodríguez (Leichtathlet)
Iván Rodríguez (Iván Rodríguez Padilla; * 15. Januar 1937 in Yauco; † 13. August 2022) war ein puerto-ricanischer Sprinter.
Bei den Olympischen Spielen 1956 erreichte er über 400 m das Halbfinale und über 200 m das Viertelfinale. In der 4-mal-400-Meter-Staffel schied er im Vorlauf aus.
1959 gewann er bei den Zentralamerika- und Karibikspielen Silber über 400 m. Bei den Panamerikanischen Spielen in Chicago holte er Bronze in der 4-mal-400-Meter-Staffel und wurde Fünfter über 400 m.
Bei den 400 m schied er über 400 m im Vorlauf aus.

## Persönliche Bestzeiten
- 200 m: 21,1 s, 1959
- 440 Yards: 46,8 s, 14. Juni 1958, Berkeley (entspricht 46,5 s über 400 m)